# Nuoto ai VII Giochi panamericani
Il nuoto ai Giochi panamericani 1975 ha visto lo svolgimento di 29 gare, 15 maschili e 14 femminili.

## Medagliere
| #      | Nazione     | Oro | Argento | Bronzo | Totale |
| ------ | ----------- | --- | ------- | ------ | ------ |
| 1      | Stati Uniti | 27  | 17      | 6      | 50     |
| 2      | Canada      | 1   | 12      | 10     | 23     |
| 3      | Ecuador     | 1   | 0       | 1      | 2      |
| 4      | Brasile     | 0   | 0       | 9      | 9      |
| 5      | Messico     | 0   | 0       | 3      | 3      |
| Totale | Totale      | 29  | 29      | 29     | 87     |

## Podi

### Uomini
| Evento               | Oro                     | Prest.   | Argento            | Prest.   | Bronzo                            | Prest.   |
| Stile libero         |                         |          |                    |          |                                   |          |
| 100 m                | Richard Abbott          | 51”96    | Jack Babashoff     | 52”26    | Bruce Robertson                   | 53”44    |
| 200 m                | Jorge Delgado           | 1'55”45  | Rick DeMont        | 1'55”96  | Rex Favero                        | 1'57”08  |
| 400 m                | Douglas Northway        | 4'00”51  | Bobby Hackett      | 4'03”38  | Djan Madruga                      | 4'06”83  |
| 1500 m               | Bobby Hackett           | 15'53”10 | Paul Hartloff      | 15'57”32 | Djan Madruga                      | 16'30”08 |
| Dorso                |                         |          |                    |          |                                   |          |
| 100 m                | Peter Rocca             | 58”31    | Bob Jackson        | 58”90    | Rômulo Arantes                    | 59”16    |
| 200 m                | Dan Harrigan            | 2'06”69  | Mike Scarth        | 2'09”20  | Bob Jackson                       | 2'10”18  |
| Rana                 |                         |          |                    |          |                                   |          |
| 100 m                | Rick Colella            | 1'06”28  | Lawrence Dowler    | 1'06”61  | José Sylvio Fiolo                 | 1'08”12  |
| 200 m                | Rick Colella            | 2'24”00  | Dave Heinbuch      | 2'28”96  | Gustavo Lozano                    | 2'29”28  |
| Farfalla             |                         |          |                    |          |                                   |          |
| 100 m                | Mike Currington         |          | Greg Jagenburg     |          | Bruce Robertson                   |          |
| 200 m                | Greg Jagenburg          |          | Steve Gregg        |          | Jorge Delgado                     |          |
| Misti                |                         |          |                    |          |                                   |          |
| 200 m                | Steve Furniss           |          | Mike Curington     |          | Bill Sawchuk                      |          |
| 400 m                | Steve Furniss           |          | Rick Colella       |          | Ricardo Marmolejo                 |          |
| Staffette            |                         |          |                    |          |                                   |          |
| 4x100 m stile libero | Stati Uniti --- --- --- | 3'27”67  | Canada --- --- --- | 3'36”24  | Messico --- ---                   | 3'39”17  |
| 4x200 m stile libero | Stati Uniti --- ---     | 7'50”96  | Canada --- ---     | 8'00”91  | Brasile --- ---                   | 8'02”36  |
| 4x100 m misti        | Stati Uniti --- --- --- | 3'53”81  | Canada --- ---     | 3'58”95  | Brasile José Sylvio Fiolo --- --- | 3'59”05  |

### Donne
| Evento               | Oro                 | Prest. | Argento            | Prest. | Bronzo              | Prest. |
| Stile libero         |                     |        |                    |        |                     |        |
| 100 m                | Kim Peyton          |        | Jill Sterkel       |        | Jill Quirk          |        |
| 200 m                | Kim Peyton          |        | Gail Amundrud      |        | Anne Jardin         |        |
| 400 m                | Kathy Heddy         |        | Kathie Wickstrand  |        | Michele Oliver      |        |
| 800 m                | Wendy Weinberg      |        | Mary Montgomery    |        | Janice Stenhouse    |        |
| Dorso                |                     |        |                    |        |                     |        |
| 100 m                | Lynn Chenard        |        | Rosemary Boone     |        | Jenny Kemp          |        |
| 200 m                | Donna Wennerstrom   |        | Lyn Chenard        |        | Cheryl Gibson       |        |
| Rana                 |                     |        |                    |        |                     |        |
| 100 m                | Laura Siering       |        | Marcia Morey       |        | Marion Stuart       |        |
| 200 m                | Laura Siering       |        | Joann Baker        |        | Marcia Morey        |        |
| Farfalla             |                     |        |                    |        |                     |        |
| 100 m                | Camille Wright      |        | Peggy Tosdal       |        | Wendy Quirk         |        |
| 200 m                | Camille Wright      |        | Cheryl Gibson      |        | Rosemary Ribeiro    |        |
| Misti                |                     |        |                    |        |                     |        |
| 200 m                | Kathy Heddy         |        | Jennie Franks      |        | Cheryl Gibson       |        |
| 400 m                | Kathy Heddy         |        | Cheryl Gibson      |        | Jennie Franks       |        |
| Staffette            |                     |        |                    |        |                     |        |
| 4x100 m stile libero | Stati Uniti --- --- |        | Canada --- --- --- |        | Brasile --- ---     |        |
| 4x100 m misti        | Stati Uniti --- --- |        | Canada --- ---     |        | Brasile --- --- --- |        |